# Fujisawa Noritaka
Noritaka Fujisawa (藤澤 典隆 Fujisawa Noritaka, sinh ngày 23 tháng 8 năm 1988 ở Kuwana, Mie) là một cầu thủ bóng đá người Nhật Bản thi đấu cho Kagoshima United FC.

## Sự nghiệp
Sau khi được đội bóng trường Đại học chọn làm đội trưởng, Fujisawa ký hợp đồng với đội bóng JFL Sagawa Shiga FC. Anh có khoảng thời gian ngắn ở giải bóng đá hạng 5 Đức với SC Viktoria 06 Griesheim, nhưng anh bị giải phóng sau vài tháng. Trở lại Nhật Bản, anh ký hợp đồng với FC Ryūkyū.

## Thống kê câu lạc bộ
Cập nhật đến ngày 23 tháng 2 năm 2017.
| Thành tích câu lạc bộ | Thành tích câu lạc bộ    | Thành tích câu lạc bộ | Giải vô địch | Giải vô địch | Cúp                   | Cúp                   | Tổng cộng | Tổng cộng |
| Mùa giải              | Câu lạc bộ               | Giải vô địch          | Số trận      | Bàn thắng    | Số trận               | Bàn thắng             | Số trận   | Bàn thắng |
| Nhật Bản              | Nhật Bản                 | Nhật Bản              | Giải vô địch | Giải vô địch | Cúp Hoàng đế Nhật Bản | Cúp Hoàng đế Nhật Bản | Tổng cộng | Tổng cộng |
| --------------------- | ------------------------ | --------------------- | ------------ | ------------ | --------------------- | --------------------- | --------- | --------- |
| 2012                  | Sagawa Shiga FC          | JFL                   | 3            | 0            | 0                     | 0                     | 3         | 0         |
| 2012-13               | SC Viktoria 06 Griesheim | Oberliga              | 0            | 0            | –                     | –                     | 0         | 0         |
| 2014                  | FC Ryūkyū                | J3 League             | 33           | 6            | 2                     | 1                     | 35        | 7         |
| 2015                  | FC Ryūkyū                | J3 League             | 26           | 3            | 1                     | 0                     | 27        | 3         |
| 2016                  | FC Ryūkyū                | J3 League             | 30           | 2            | 2                     | 0                     | 32        | 2         |
| Tổng cộng sự nghiệp   | Tổng cộng sự nghiệp      | Tổng cộng sự nghiệp   | 92           | 11           | 5                     | 1                     | 97        | 12        |